# القوارع

تعديل مصدري - تعديل

القوارع هي إحدى قرى عزلة زنجبار بمديرية زنجبار التابعة لمحافظة أبين، بلغ تعداد سكانها 50 نسمة حسب تعداد اليمن لعام 2004.